# Estados-membros da Liga Árabe
A Liga Árabe é uma organização internacional compreendendo 22 Estados-membros, fundada no Cairo em 1945 por iniciativa de Arábia Saudita, Egito, Iraque, Líbano, Síria, Transjordânia (atual Jordânia) e Iémen do Norte (atual Iémen). Desde sua fundação, a organização têm experimentado uma forte expansão de membresia, especialmente na segunda metade do século XX com a adesão de outros quinze países e quatro observadores. 
O Chade não integra a organização apesar de ter a língua árabe como um de seus idiomas oficiais. Além disto, 12% de sua população identifica-se como de etnia árabe. O país solicitou membresia em 2014.
Apesar de possuir mais de 20% de população árabe palestina, Israel não integra a organização por questões políticas e culturais. 
A República Árabe Saaraui Democrática e a República da Somalilândia são integram a Liga Árabe por não serem reconhecidas por alguns países-membros, sendo considerados parte de Marrocos e Somália, respectivamente. 

## Membresia da Liga Árabe

### Estados-membros
| Bandeira | Nome oficial                             | Data de adesão          | Capital                                      | Área (km²) | População  | Chefe de Estado                 |
| -------- | ---------------------------------------- | ----------------------- | -------------------------------------------- | ---------- | ---------- | ------------------------------- |
|          | Reino da Arábia Saudita                  | 22 de março de 1945     | Riade                                        | 2 149 690  | 31 521 418 | Rei Salman                      |
|          | República Argelina Democrática e Popular | 16 de agosto de 1968    | Algiers                                      | 2 381 741  | 39 500 000 | Presidente Abdelaziz Bouteflika |
|          | Reino do Bahrein                         | 11 de setembro de 1971  | Manama                                       | 678        | 1 359 800  | Rei Hamad                       |
|          | Estado do Catar                          | 11 de setembro de 1971  | Doha                                         | 11 000     | 2 120 129  | Emir Tamim                      |
|          | União das Comores                        | 20 de novembro de 1993  | Moroni                                       | 2 235      | 784 745    | Presidente Azali Assoumani      |
|          | República do Djibuti                     | 9 de abril de 1977      | Djibouti                                     | 23 200     | 888 000    | Presidente Ismaïl Guelleh       |
|          | República Árabe do Egito                 | 22 de março de 1945     | Cairo                                        | 1 001 049  | 89 619 300 | Presidente Abdel el-Sisi        |
|          | Emirados Árabes Unidos                   | 12 de junho de 1971     | Abu Dhabi                                    | 83 600     | 9 157 000  | Presidente Khalifa al Nahyan    |
|          | República do Iémen                       | 5 de maio de 1945       | Sana'a                                       | 527 968    | 25 956 000 | Presidente Mansur Al-Hadi       |
|          | República do Iraque                      | 22 de março de 1945     | Bagdá                                        | 438 317    | 36 004 552 | Presidente Fuad Masum           |
|          | Reino Haxemita da Jordânia               | 22 de março de 1945     | Hamã                                         | 89 342     | 7 595 000  | Rei Abdullah II                 |
|          | Estado do Kuwait                         | 20 de julho de 1961     | Cidade do Kuwait                             | 17 818     | 3 268 431  | Emir Sabah Al-Sabah             |
|          | República do Líbano                      | 22 de março de 1945     | Beirute                                      | 10 452     | 4 168 000  | Presidente Michel Aoun          |
|          | Líbia                                    | 28 de março de 1958     | Trípoli                                      | 1 759 540  | 6 278 000  | Presidente Fayez al-Sarraj      |
|          | Reino de Marrocos                        | 1 de outubro de 1958    | Rabat                                        | 446 550    | 33 337 529 | Rei Maomé VI                    |
|          | República Islâmica da Mauritânia         | 26 de novembro de 1973  | Nouakchott                                   | 1 025 520  | 3 631 775  | Presidente Abdel Aziz           |
|          | Sultanato de Omã                         | 29 de setembro de 1971  | Muscat                                       | 309 500    | 4 257 568  | Sultão Qaboos                   |
|          | Estado da Palestina                      | 9 de setembro de 1976   | Jerusalém (reivindicada) Ramallah (de facto) | 6 020      | 4 682 467  | Presidente Mahmoud Abbas        |
|          | República Árabe da Síria                 | 22 de março de 1945     | Damasco                                      | 185 180    | 23 412 429 | Presidente Bashar Al-Assad      |
|          | República Federal da Somália             | 14 de fevereiro de 1974 | Mogadishu                                    | 637 657    | 10 787 000 | Presidente Abdullahi Mohamed    |
|          | República do Sudão                       | 19 de junho de 1956     | Cartum                                       | 1 886 068  | 38 435 252 | Presidente Omar al-Bashir       |
|          | República Tunisina                       | 1 de outubro de 1958    | Túnis                                        | 163 610    | 10 982 754 | Presidente Beji Caid Essebsi    |

### Estados observadores
| Bandeira | Nome oficial                       | Data de adesão | Capital    | Área (km²) | População     | Chefe de Estado             |
| -------- | ---------------------------------- | -------------- | ---------- | ---------- | ------------- | --------------------------- |
|          | Estado da Eritreia                 | 2003           | Asmara     | 117 600    | 5 869 869     | Presidente Isaias Afwerki   |
|          | República da Índia                 | 2007           | Nova Délhi | 3 287 263  | 1 310 069 000 | Presidente Pranab Mukherjee |
|          | República Bolivariana da Venezuela | 2006           | Caracas    | 916 445    | 31 775 371    | Presidente Nicolás Maduro   |

## Expansão da membresia
1942
- Reino Unido propõe a criação de uma organização de países árabes em oposição à influência regional da Alemanha Nazista.

1945
- Líderes de sete países do Oriente Médio (Arábia Saudita, Egito, Iémen, Iraque, Líbano, Síria e Transjordânia) assinam o Protocolo de Alexandria, criando a Liga Árabe.

1953
- Líbia

1956
- Sudão

1958
- Marrocos
- Tunísia

1961
- Kuwait

1962
- Argélia

1967
- Iémen do Sul

1971
- Bahrein
- Catar
- Emirados Árabes Unidos
- Omã

1973
- Ilhas Maurícias

1974
- Somália

1976
- Palestina

1977
- Djibuti

1993
- Comores

2006
- Venezuela (Observador)

2007
- Índia (Observador)

2011
- Sudão do Sul

## Estados suspensos
| País  | Período   | Detalhes |
| ----- | --------- | --- |
| Egito | 1979-1989 | A membresia do Egito foi suspensa em 1979 após a assinatura do Tratado de paz israelo-egípcio e a sede da organização foi transferida do Cairo para Túnis. Em 1987, os demais membros reataram relações diplomáticas com o Egito. Em 1989, o país foi readmitido na organização e a sede foi reaberta no Cairo.                                                                                          |
| Líbia | 2011-     | A Líbia foi suspensa da Liga Árabe em 22 de fevereiro de 2011. Em 27 de agosto do mesmo ano, a Liga Árabe restaurou a membresia do país ao aceitar as credenciais de um representante do Conselho Nacional de Transição. |
| Síria | 2011-     | Em 12 de novembro de 2011, a Liga Árabe anunciou a suspensão da Síria caso seu presidente, Bashar Al-Assad, levasse adiante as agressões contra civis na Guerra Civil. Apesar disto, o governo sírio não acatou as decisões da organização, resultando em sua suspensão por tempo indefinido. Posteriormente, a Oposição Síria foi convidada a representar interinamente o povo homônimo na organização. |